# イマジン・プロジェクト
『イマジン・プロジェクト』（原題：The Imagine Project）は、アメリカ合衆国のジャズ・ミュージシャン、ハービー・ハンコックが2010年に発表したスタジオ・アルバム。自己資金により制作され、自身のレーベル「ハンコック・レコード」から発売されたが、ヨーロッパや日本などではソニー・クラシカルにより配給された。

## 背景
ハンコックはPBSのドキュメンタリー番組『Journey of Man』を見て、人類の生物学的な相関性に思いを馳せ、それが本作のテーマにつながった。2005年のアルバム『ポシビリティーズ』と同様、多数の大物ミュージシャンをゲストに迎えているが、本作ではブラジルのセウ、アイルランドのチーフタンズやリサ・ハニガン、マリ共和国のティナリウェン、ベンガル人の血を引くアヌーシュカ・シャンカル、コンゴ民主共和国のバンドであるKonono Nº1を含む様々な国のミュージシャンが起用された。ハンコックは本作のコンセプトに関して「地球規模のコラボレーションを通じた平和のメッセージ」「真にグローバルなレコードを作るには、様々な言語で録音する必要があったので、できるだけたくさんの国でレコーディングを行ってみた」と説明しており、最終的には7か国でレコーディングされた。

バッキング・トラックに参加したプレイヤーのうちタル・ウィルケンフェルドとヴィニー・カリウタは、当時ジェフ・ベックのツアー・バンドでも活動しており、ベックは本作の「イマジン」（ジョン・レノンのカヴァー）にゲスト参加した。「ここに死が/エクソダス」は、ティナリウェンのカヴァーとボブ・マーリーのカヴァーのメドレーである。
「ソング・ゴーズ・オン」は、共同プロデューサーのラリー・クラインがライナー・マリア・リルケの詩にインスパイアされて書き下ろした新曲で、チャカ・カーンが英語のパート、K.S.チットラがヒンディー語（ただし、チットラは南インド出身で、ネイティヴのヒンディー語話者ではない）のパートを歌った。なお、「ソング・ゴーズ・オン」には1960年代のマイルス・デイヴィス・グループでハンコックと共演したウェイン・ショーターの演奏がオーバー・ダビングされており、ショーターは曲の序盤を聴いただけで演奏を始め、ワン・テイクで録音を終えたという。

## 反響
アメリカでは2010年7月10日付のBillboard 200で初登場54位となり、合計2週トップ100入りした。また、『ビルボード』のジャズ・アルバム・チャートでは2位、インディペンデント・アルバム・チャートでは6位に達した。
デンマークのアルバム・チャートでは3週連続でトップ40入りし、最高11位を記録した。ノルウェーのアルバム・チャートでは25位に達し、ハンコックのアルバムとしては『1 + 1』（1997年、ウェイン・ショーターと連名）以来13年ぶりに同国でトップ40入りを果たした。

## 評価
第53回グラミー賞では、収録曲「イマジン」が最優秀ポップ・コラボレーション・ウィズ・ボーカル賞を受賞し、「チェンジ・イズ・ゴナ・カム」が最優秀インプロヴァイズド・ジャズ・ソロ賞を受賞した。なお、「イマジン」は最優秀インストゥルメンタル・アレンジメント・アカンパニング・ボーカリスト賞にもノミネートされたが、受賞には至らなかった。
ジョン・ケルマンはAll About Jazzにおいて5点満点中4点を付け「ラジオでかかりやすい作りかもしれないが、ハンコックという、多様な音楽的要素を継ぎ目なく交わらせることは可能であると直感的に理解しているアーティストにしか作り得ないアルバムである」と評している。Thom Jurekはオールミュージックにおいて5点満点中2.5点を付け、半数の曲を好意的に評価する一方「イマジン」、「ドント・ギヴ・アップ」、「トゥモロー・ネバー・ノウズ」を批判し「この寄せ集め感のあるレコードは、グラミー賞最優秀レコード賞を狙ったのかもしれないが、ムラがあり過ぎる」と評している。Mikael Woodは『エンターテインメント・ウィークリー』誌のレビューでB+をつけ、「時としてアレンジが大仰すぎて、ホテルのバーのように味気なくなってしまうこともある」としつつも、「ここに死が/エクソダス」を「正に世界の旅」と称賛している。また、John Fordhamは『ガーディアン』紙のレビューで5点満点中3点を付け、「テンポ・ヂ・アモール（愛の季節）」、「スペース・キャプテン」、「ソング・ゴーズ・オン」を好意的に評価する一方、トゥマニ・ジャバテ、リオーネル・ルエケ、チーフタンズらが参加した「時代は変る」のカヴァーに関しては「強制結婚のよう」と批判している。

## 収録曲
1. イマジン - "Imagine" (John Lennon) - 7:20
  - フィーチャリング：P!NK（ボーカル）、シール（ボーカル）、インディア・アリー（ボーカル）、ジェフ・ベック（ギター）、Konono Nº1（Augustin Makuntima Mawangu, Menga Waku, Makonda Mbuta, Visi Vincent, Mbiyavanga Ndofusu）、ウム・サンガレ（ボーカル）
2. ドント・ギヴ・アップ - "Don't Give Up" (Peter Gabriel) - 7:28
  - フィーチャリング：P!NK（ボーカル）、ジョン・レジェンド（ボーカル）
3. テンポ・ヂ・アモール（愛の季節） - "Tempo de Amor" (Vinicius de Moraes, Baden Powell) - 4:43
  - フィーチャリング：セウ（ボーカル）
4. スペース・キャプテン - "Space Captain" (Matthew Moore) - 6:56
  - フィーチャリング：スーザン・テデスキ（ボーカル）、デレク・トラックス（ギター）
5. 時代は変る - "The Times, They Are A' Changin'" (Bob Dylan) - 8:06
  - フィーチャリング：チーフタンズ（パディ・モローニ、ショーン・キーン、ケヴィン・コーネフ、マット・モロイ）、トゥマニ・ジャバテ（コラ）、リサ・ハニガン（英語版）（ボーカル）
6. ラ・ティエラ（愛のない町） - "La Tierra" (Juan Esteban Aristizábal) - 4:52
  - フィーチャリング：フアネス（ボーカル）
7. ここに死が/エクソダス - "Tamatant Tilay/Exodus" (Alhassane Ag Touhami, Bob Marley) - 4:47
  - フィーチャリング：ティナリウェン（Said Ag Ayad, Abdallah Ag Lamida, Alhassane Ag Touhami, Abdallah Ag Alhousseyni, Eyadou Ag Leche, Elaga Ag Hamid, Ibrahin Ag Alha Abdallah Ag Lamidabib）、K'Naan（ボーカル）、ロス・ロボス（デイヴィッド・イダルゴ、コンラッド・ロサーノ、ルイ・ペレス）
8. トゥモロー・ネバー・ノウズ - "Tomorrow Never Knows" (J. Lennon, Paul McCartney) - 5:23
  - フィーチャリング：デイヴ・マシューズ（ボーカル、ギター）
9. チェンジ・イズ・ゴナ・カム - "A Change Is Gonna Come" (Sam Cooke) - 8:48
  - フィーチャリング：ジェイムス・モリソン（ボーカル）
10. ソング・ゴーズ・オン - "The Song Goes On" (Larry Klein) - 7:49
  - フィーチャリング：K.S.チットラ（英語版）（ボーカル）、チャカ・カーン（ボーカル）、アヌーシュカ・シャンカル（シタール）、ウェイン・ショーター（ソプラノ・サクソフォーン）

## 参加ミュージシャン
フィーチャリング・ゲストに関しては上記「収録曲」参照。
- ハービー・ハンコック - ピアノ(all songs)、キーボード(on #1, #2, #3, #7, #8, #10)、バックグラウンド・ボーカル(#6)
- ラリー・ゴールディングス - ハモンドオルガン(on #1, #2)
- コフィ・バーブリッジ - ハモンドオルガン(on #4)
- ジョージ・ウィッティ - キーボード、サウンド・デザイン(on #2, #10)
- ピート・ウォレス - キーボード(on #6)
- リオーネル・ルエケ（英語版） - ギター(on #1, #5)
- ディーン・パークス - ギター(on #2, #9)
- フェルナンド・トボン - ギター(on #6)
- マイケル・チャベス - ギター(on #8)
- ラリー・クライン - ベース(on #1, #5, #7, #10)、キーボード(on #3)、バックグラウンド・ボーカル(on #6)
- マーカス・ミラー - ベース(on #1, #6)
- タル・ウィルケンフェルド - ベース(on #2, #9)
- ルーカス・マーティンズ - ベース(on #3)
- オテイル・バーブリッジ（英語版） - ベース、ボーカル(on #4)
- ダニー・バーンズ - ベース、バンジョー、ギター(on #8)
- ヴィニー・カリウタ - ドラムス(on #1, #2, #4, #6, #9, #10)、タンバリン(on #4)
- クルミン - ドラムス(on #3)
- マヌ・カチェ - ドラムス(on #5)
- マット・チェンバレン - ドラムス(on #8)
- アレックス・アクーニャ - パーカッション(on #1, #2, #7)
- ロドリーゴ・カンポス - パーカッション(on #3)
- Rhani Krija - パーカッション(on #5)
- リチャード・ブラヴォ - パーカッション(on #6)
- パウリーニョ・ダ・コスタ - パーカッション(on #9)
- Bhawai Shankar Kathak - パクハヴァジュ(on #10)
- Sridhar Parthasarthy - ムリダンガム(on #10)
- Satyajit Talwalkar - タブラ(on #10)
- ファトゥマタ・ジャワラ（英語版） - ボーカル(on #1)
- マイク・マティソン - ボーカル、ボーカル・アレンジ(on #4)
- ジェシカ・ハンコック、アラン・ミンツ、マリア・ルバルカバ - バックグラウンド・ボーカル(on #6)